# デビュタント

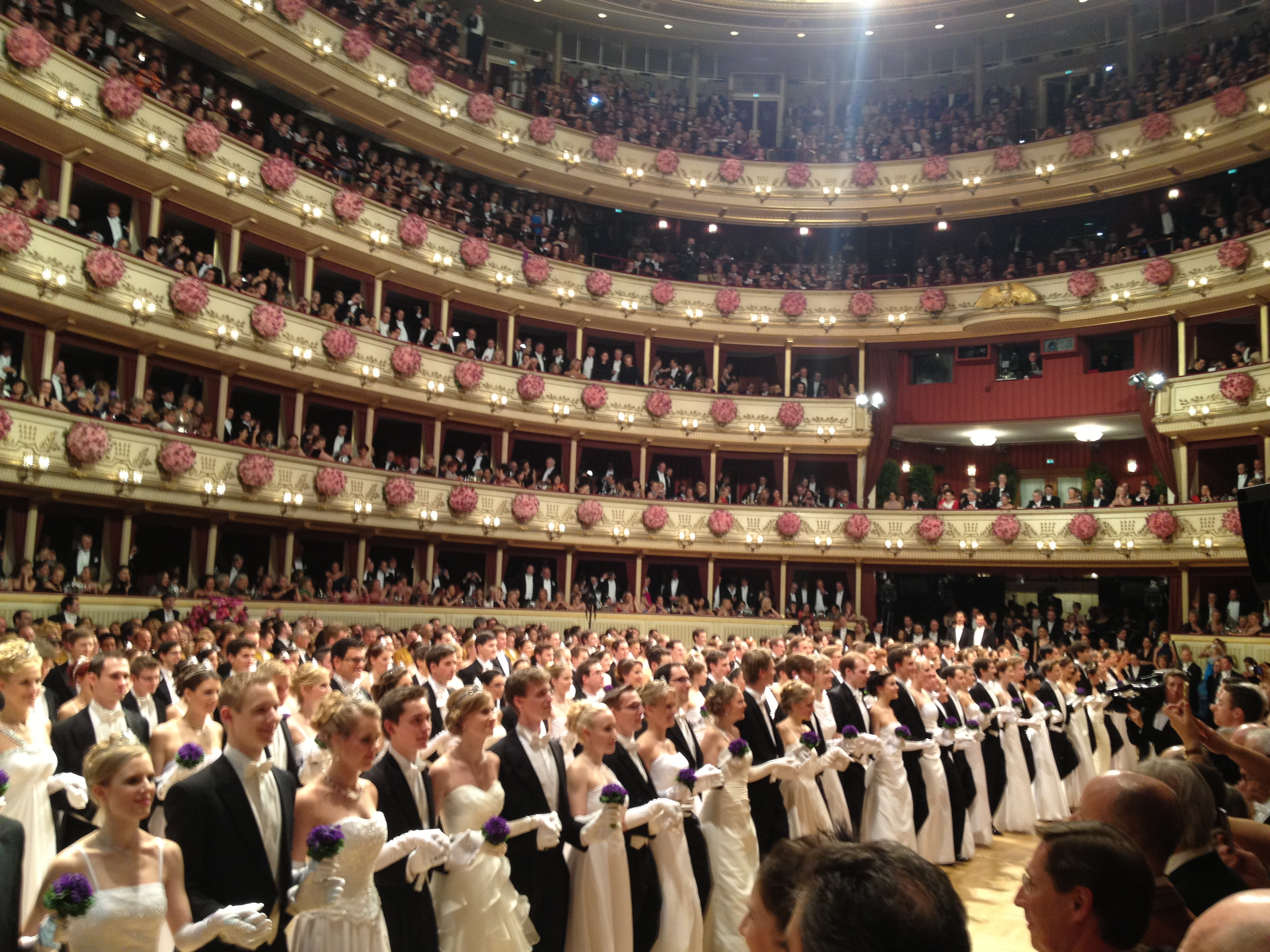
2014年2月27日、ウィーン国立歌劇場で行われた舞踏会「ヴィーナー・オーパンバル」の様子。

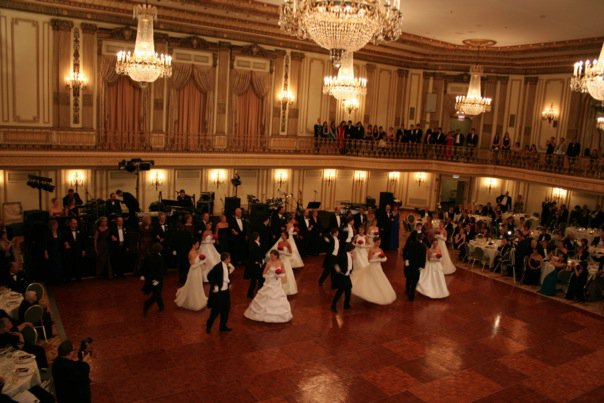
ウクライナ系アメリカ人のデビュタントボール（シカゴのパルマー・ハウスにて）

デビュタントとは、西洋文化において初めて正式に社交界にデビューする若い女性とそれを祝う場のことである。語源はフランス語の名詞（男:débutant、女:débutante）であり、直訳すると初心者、初舞台の人、年若い、若々しい、などの意味だが、興行としてのデビュタントはこれの女性名詞の「débutante、debutante」であり、ここではそれについて述べる。それらは通常、プロムやコティヨン(en:Cotillion)などと同様に男女のペアで式典や舞踏会に出場するが、その場では女性の方がデビュタントと呼ばれる主役であり、片や男性の方は「エスコート」(escort:護衛)と呼ばれる脇役となる。
欧米ではデビュタントの初舞台となる舞踏会のことを「デビュタントボール」(en:debutante ball)という。これは日本の冠婚葬祭の「冠」である成人式に社交ダンス的な要素を含ませたような式典ではあるが、市役所などが主催する日本の成人式とは異なり、デビュタントボールを運営する協会などがチャリティーイベントとして開催することが多い。それは通常、デビュタントの親族や関係各者による多額の献金と招待客が支払う高額な入場料によって得た利益の一部を医療や福祉関係の基金に寄贈される形態で運用される。また、伝統的なデビュタントボールでは参加資格は厳しく、家柄や学歴だけでなく国籍や人種などの条件により制限を受け、デビュタントとしての出場権を獲得するためには著名な委員会によって推薦されるか、上流階級の確立されたメンバー、通常は母親や他の女性の親戚によって後援されなければならない。そのような厳選された才色兼備な美女たちが白いオペラグローブを合わせた純白のドレスを身にまとい、全身真っ白な美しい様相で音楽にあわせ華麗に踊るデビュタントボールはハイソサエティーエレガンスの象徴であるだけでなく舞台芸術としてのショービジネスにもなっている。なお、ショーの観客としての参加資格はデビュタントのそれと比べて甘く、今日では入場料さえ払えば外国人観光客でも入場できる場も多いが、入場時のドレスコードはホワイトタイ相当のものが求められる厳粛な場であることには違いはない。

## 歴史
デビュタントの起源は、1600年代のイギリスで始まったコンセプトであり、当時のデビュタントボールはパーティーのようなものではなく、君主への正式な紹介である厳正な式典であった。裕福で高貴な家族の若い女性は、新しい大人として社交するために宮廷に出廷し、同時に可能な限り最も有望な夫を見つけようとした。
近年ではキリスト教文化圏のイギリスを含む西欧諸国や、アメリカ・カナダ・オーストラリア・ニュージーランドなどのアングロサクソン諸国のWASPに広まり根付いた文化である。デビュタントは伝統的に、その対象者は上流階級や貴族の家柄の令嬢である20歳前後の才色兼備な白人女性に限定され、洗練された美しい容姿やドレスコードの遵守を含む厳格な礼儀作法の習得と披露を期待されるフォーマル性の高いものであった。今日ではその保守的な慣習を見直し、多くの一般庶民がカジュアル感覚で参加できるようになった場もできてきたが、伝統と格式を重んじる歴史ある舞台の多くは元来の厳しい制約を継承している。

## 現代
デビュタントは、その女子が一人前の大人のレディと認められ、恋愛結婚の対象になったことを意味する。元来デビュタントボールにデビュタントとして参加できる条件は、良家・名家の子女であることとされており、一般庶民にはほとんど縁のないイベントであった。昨今は、フランスのパリにあるオテル・ド・クリヨンで開かれるイベントでは、貴族令嬢たちだけでなく資産家令嬢や世界的に有名なアーティスト・ミュージシャンの子女も参加できるようになった。ただし条件は非常に厳しく、長身細身で容姿端麗、語学に堪能など、社交界デビューに相応しい才色兼備が求められる。また、今なお「お見合い」の要素を持っており、ダンスの裏で縁談をまとめる機会とされることも多い。
今日のデビュタントボールの代表的なものはアメリカのニューヨークにあるインターナショナルデビュタントボール(en:International Debutante Ball)で、これは世界で最も権威があり、最も高級で、最も高価なデビュタントボールの1つである。完全招待制のこのボールではプリンセス、伯爵夫人、男爵夫人、そして多くのヨーロッパの王族や貴族を上流社会へのデビュタントとして紹介した。また、億万長者のビジネスマン、アメリカの政治家、上院議員、国会議員、大使、および一部の米国大統領の娘と孫娘も、インターナショナルデビュタントボールで発表された。インターナショナルデビュタントボールでデビュタントとして発表されるためには、現役の大学生である必要があり、同ボールの前任のデビュタントによって推薦されなければならない。デビュタントは、インターナショナルデビュタントボールのデビュタント委員会の委員長の承認を受け、デビュタントのプレゼンテーション料金を支払うことができなければならない。一度選ばれると、各デビュタントは、ボールによってサポートされている米軍のさまざまな慈善団体に多額の寄付をする必要がある。インターナショナルデビュタントボールのデビュタントは、「特別で非常に厳選されたエリートの社会的グループのメンバーであり、慎重に守られた社会的サークルのメンバー」と呼ばれ、また、「ホワイトハウスとの最も強い結びつきを持つデビュタントボール」と呼ばれている。
デビュタントボールのドレスコードは、オーストリアのウィーン国立歌劇場で行われる「ヴィーナー・オーパンバル」のスタイルを踏襲し、インターナショナルデビュタントボールなどの世界の主要なボールではデビュタントは純白（オフホワイトやアイボリーなどは不可）のボールガウンとそれに合わせた白のオペラグローブ（肘上まである長い手袋）の着用が必須とされる。キリスト教社会では白は清純さの象徴とされているため、ウェディングドレスと同様にデビュタントドレスも白が最も相応しい色とされている。何世紀にもわたってデビュタントのスタイルとファッションは変化してきた。しかし、初期のイギリスから現代のアメリカのデビュタントまでずっと変わらないアイテムは白革製の肘上までのデビュタント手袋の着用であった。そのため「手袋のないデビュタントはデビュタントではない」と言われるほど白の長手袋はデビュタントにとって重要なアイテムとなっている。また、手には花飾りを持ち、正式な会場ではティアラやダイアデムといった小さい冠をかぶる。母親はダークな色合い（黒以外）の正式なイブニングドレスで、娘より目立たないようにする。
欧米のデビュタントボールは人種的な制限も根強く伝統的に非白人が排除されてきた。今日でもデビュタントの主流はヨーロッパ系の白人女性であり、特にアメリカ南部ではその傾向が強く、同地域の伝統的な文化であるサザン・ベルでは、近年まで黒人女性はその対象外とされてきた。そのため、純白のドレスと白い長手袋をまとった真っ白な様相は白人女性らしさを凛々しく際立たせ、その美しさを賛美するものであり、白人至上主義の具現化だと批判する風潮がある。近年ではそのような社会批判に対応し、白人主体のデビュタントとは別に黒人が主役となる場もあらわれ、それを「ビューティリオン(ボール)」(英語: beautillion (ball))という。
日本では、欧化主義が広まった鹿鳴館時代に娘を夜会にデビューさせることはあったが、当時の日本では「男女七歳にして席を同じうせず」の考えがあり、男女が組んで踊る社交ダンスを一般人は恥ずかしがり、またキリスト教社会の恋愛結婚の思想が根付いておらず、上流階級ほど見合いが一般的であった。ピエール・ロティの「江戸の舞踏会」等に描かれた絵の如く、娘は踊らず、中年ばかりが踊る奇妙な状態であった。鹿鳴館時代が終了すると共に娘を夜会にデビューさせることはほとんどなくなり、日本では現代に至るまで自由恋愛や大学や職場のコンパなどで結婚相手を探すことが一般化し、欧米のデビュタントボールの文化は根付かなかった。ただし、日本から欧米のデビュタントボールに観客として参加できるツアーなどが存在し、多くの日本人がそれに参加している。なお、その場合でも観客としてのドレスコードやマナーは求められ、親族や友人の結婚式に参加するときと同様程度の礼服が必要となる。また、日本の西洋式の結婚式におけるウェディングドレスについては、純白のドレスと白い手袋といったようなデビュタントのドレスコードと同じスタイルが定着している。